# Bombardarea orașului Kassel în Al Doilea Război Mondial
Bombardamentele din Al Doilea Război Mondial asupra orașului Kassel au fost o serie de atacuri strategice aliate cu bombă care au avut loc din februarie 1942 până în martie 1945. La 22 și 23 octombrie 1943, aproximativ 10.000 de oameni au murit, iar marea majoritate a centrului orașului a fost distrusă. Focul rezultat în urma celui mai grav atac aerian a ars timp de șapte zile. Prima armată americană a capturat orașul Kassel la 3 aprilie 1945, unde au rămas doar 50.000 de locuitori, față de 236.000 în 1939.  

## Obiective

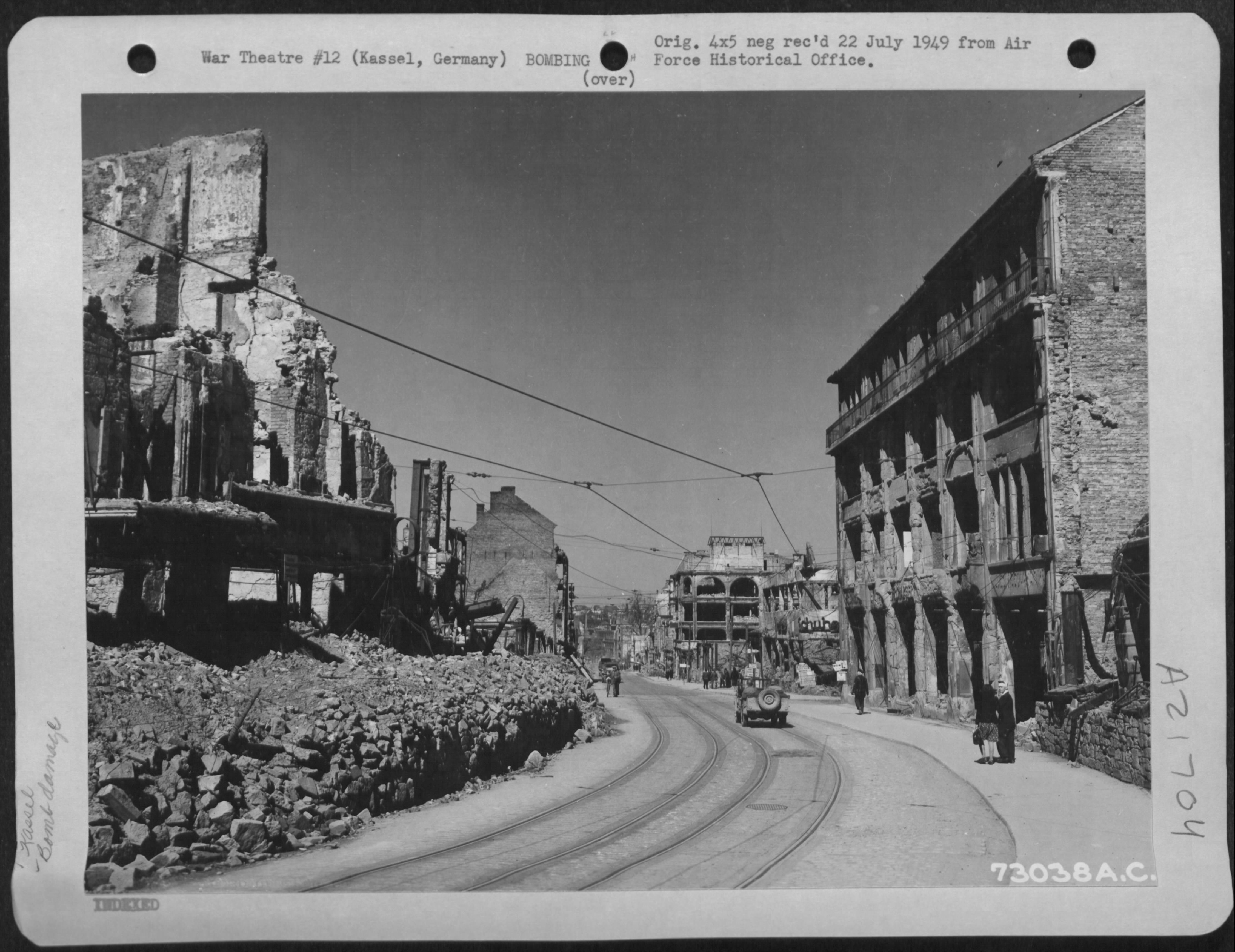
Clădiri avariate de bombe în Kassel, Untere Königsstraße

Pe lângă faptul că a fost capitala provinciilor Hesse-Nassau și Kurhessen, Kassel a avut câteva ținte importante:
- Uzina de avioane Fieseler
- Instalațiile Henschel & Sohn, producător de tancuri grele Tiger I și King Tiger
- Uzina de locomotive a firmei Henschel & Sohn
- Uzina de motoare
- Uzina de transport cu motor
- Lucrări de cale ferată
- Sediile militare la Wehrkreis IX și Bereich Hauptsitz Kassel
- Sediul central al Germaniei pentru construcții de autostrăzi și căi ferate
- Curtea Supremă Regională